# 죽이러 간다
《죽이러 간다》는 2021년에 개봉한 대한민국의 영화이다.

## 캐스팅

### 주연
- 오정연: 고수 역
- 최윤슬: 선재 역
- 최문경: 미연 역
- 안아영: 인애 역

### 조연
- 김소민: 어린 정우 역
- 주미진: 아나운서 역